# Noah Schmitt
Noah Schmitt (* 20. September 1999 in Frankfurt am Main) ist ein deutscher Fußballspieler. Der Außenverteidiger steht beim FC Eddersheim unter Vertrag.

## Karriere
Er entstammt der Jugendabteilung des FSV Frankfurt. Dort kam er auch zu seinem ersten Profieinsatz in der 3. Liga, als er am 38. Spieltag bei der 1:4-Auswärtsniederlage gegen den SV Wehen Wiesbaden in der 40. Spielminute für Marc Heitmeier eingewechselt wurde. Im Sommer 2017 wechselte er in den Jugendabteilung von Eintracht Frankfurt. In der darauffolgenden Saison wechselte er zum Oberligisten FC Bayern Alzenau. Im Sommer 2019 erfolgte sein ligainterner Wechsel zum FC Eddersheim.